# 石田佐恵子
石田佐恵子（いしたさえこ、1962年2月 - ）は、日本の女性社会学者。学位は博士（社会学）（筑波大学）。大阪市立大学文学研究科（人間行動学専攻）教授。

## 来歴
栃木県生まれ。1988年筑波大学大学院社会科学研究科社会学専攻博士課程単位取得中退。大阪市立大学専任講師、助教授、教授。2022年、大阪公立大学文学研究科教授。
カルチュラル・スタディーズの立場から、メディア研究を行っている。
また、小川博司らとともに、「クイズ形式の文化の研究会」を1998年から2001年まで主宰していた。

## 著書

### 単著
- 『有名性という文化装置』（1998年9月、勁草書房）

### 共編著
- 小川博司『クイズ文化の社会学』（2003年、世界思想社）
- （木村幹・山中千恵）『ポスト韓流のメディア社会学』（2008年10月、ミネルヴァ書房）
- 『ポピュラー文化ミュージアム 文化の収集・共有・消費』村田麻里子, 山中千恵共編著 ミネルヴァ書房, 2013

### 訳書
- ピータ・デイビッド・マーシャル『有名人と権力―現代文化における名声』（2002年、勁草書房）